# Paramaxates celebensis
Paramaxates celebensis là một loài bướm đêm trong họ Geometridae.